# Chrám svatého Alexandra Něvského (Daugavpils)

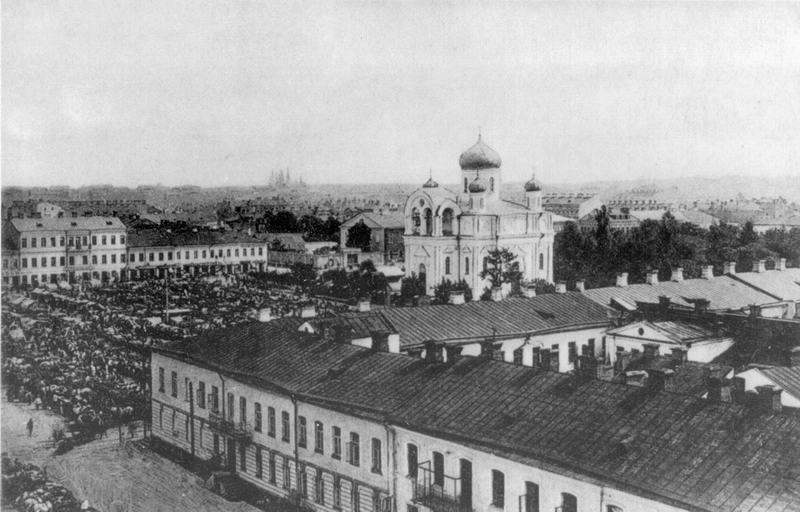
Původní chrám před zničením

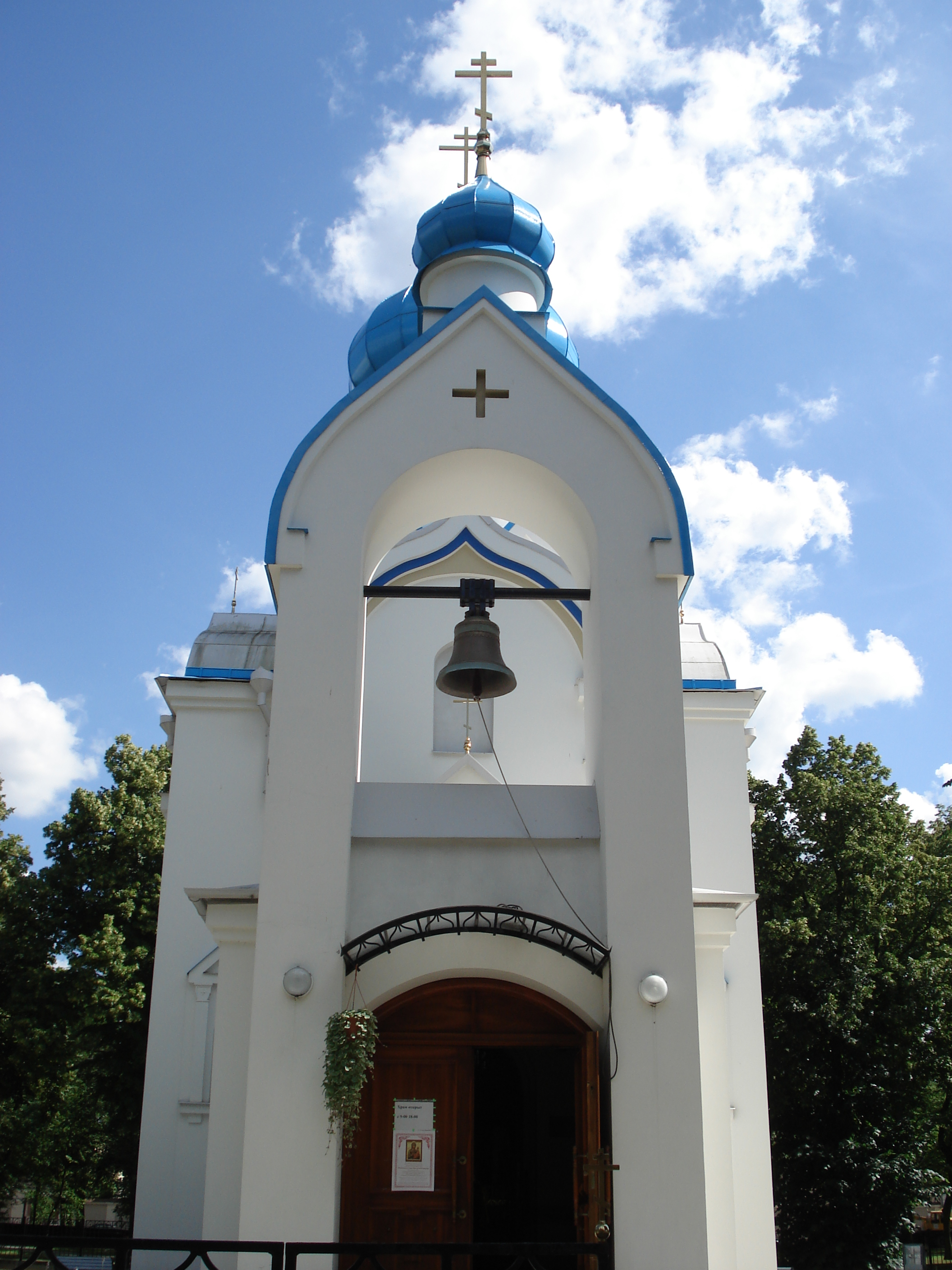
Zvonice před chrámem

Chrám svatého Alexandra Něvského (lotyšsky Sv. Aleksandra Ņevska pareizticīgo kapela, rusky Даугавпилсский православный кафедральный собор святого Александра Невского) se nachází v lotyšském městě Daugavpils a je pravoslavným chrámem pod správou Lotyšské pravoslavné církve. Město Daugavpils je místem s početnou ruskou menšinou.

## Architektura
Chrám byl postaven v letech 1856 až 1864 podle návrhů architekta Konstantina Tona v staroruském architektonickém stylu. Nese jméno ruského vojevůdce a pravoslavného světce Alexandra Něvského. Je to chrám s pěti kupolemi, které dosahují výšky 16 metrů.

## Osudy chrámu v 20. století
Chrám byl uzavřen v roce 1961 v souvislosti s rozhodnutím tehdejších komunistických představitelů. O osm let později byl chrám dokonce zbourán. Teprve v roce 1991 pravoslavní věřící na místě zničeného chrámu umístili kříž. S obnovou chrámu se začalo v roce 1999. Díky iniciativě věřících a finančním darům se podařilo skromný chrám dokončit v roce 2003, kdy se zde na Velikonoce uskutečnila první bohoslužba.